# 矢作事件
矢作事件（やはぎじけん）は、1932年（昭和7年）に岩手県で起きた、日本人作業員が朝鮮人作業員を襲撃して死傷者を出した事件。

## 概要
1932年5月4日、気仙郡矢作村（現陸前高田市矢作町）の国有鉄道の大船渡線の建設工事現場で、日本人作業員が朝鮮人作業員の飯場を襲い、死者3人重軽傷者22人を出した事件。死者3人はいずれも朝鮮人、重軽傷者のうち19人が朝鮮人で日本人は3人である。日本人のうち１人は襲撃された朝鮮人の内縁の妻、もう１人は日本人の同士打ちとされる。裁判記録によれば、詳細は不明だが朝鮮人女性１人に対する性暴力も起きている。
当時の警察記録によると土木業者が作業員に対し過酷な労働を負わせていた。この過酷な労働により労働組合の中央部（東京）から２人の朝鮮人が派遣され、朝鮮人労働者の代理で交渉にあたった。要求は「賃上げ」「労働時間の短縮」「解雇撤回」など数ヶ条に及ぶもので、元請け会社の出張所や下請け人に要求を受け入れさせた。要求を受け入れると他の現場から同様の要求が出されて、工事に重大な支障をきたすと考えた日本人業者・飯場頭や日本人作業員は日頃の朝鮮人作業員に対する反感もあったため、襲撃を共謀。約100人が5月4日夜、朝鮮人作業員の飯場など6ヶ所を襲撃した。なかでも労働組合から派遣された２名がいた茶屋風の「餅屋」で朝鮮人３人が激しい暴行を受けた末に死亡した。
1959年刊行の警察の内部資料を元にした岩手県警本部による『岩手の重大犯罪・その捜査記録』では「矢作騒擾事件」として記録され、朝鮮人の置かれた労働環境の問題には触れず、労働条件の改善を求める動きが朝鮮人の「不当な要求」であったという論調に終始しているという。同記録では、最初に襲撃された朝鮮人男性が駐在所に逃げ込んできたとき駐在の巡査は本署の盛警察署に「小競り合い程度のもの」と報告し、要請が不徹底だったとされているが、当の巡査はその子息の証言によれば、事件当日夜に盛署に電話したところ花見で誰もいなかった、電話口に出た者は「そんなものほっぽっておけ」と言ってきたと語り、そうした記述の訂正を求めていたとする。
盛警察署（現大船渡警察署）は事件後、捜査に乗り出し、81人を検挙した。元請けの有田組は下請け人に「朝鮮人に先に攻められたんで、こっちも襲撃したという証言をしろ」「謝礼はうんとする」といった形で裁判で偽証をするよう求めてきたとの証言もある。警察の取調べ記録や関係者の証言では、殺傷力の高い道具を事前に購入、飯場での労使関係を用いて人を集めたりと、殺意や計画性があったことが覗われ、襲撃者の人数が膨れ上がる中で「朝鮮人を殺せ」といった声もあったとされる。しかし、被告側の弁護士は、群数心理により突発的に惹起した犯罪とし、被害者たる鮮人は国も法律も認めない共産党系分子であると主張、刑を減軽することを求めた。
1933年1月盛岡地方裁判所で懲役2年以下の有罪判決が53人（内24人は罰金刑）に言い渡された。被告人全員に殺意がなかったものとみなされた。なお、事件の翌年の1933年2月に大船渡線は陸前矢作駅まで開業した。